# No lo había dicho
No lo había dicho es el álbum número 26 del cantante mexicano Pepe Aguilar, lanzado el 17 de junio de 2016. Este álbum está producido bajo el sello independiente Equinoccio Records y distribuido por Sony Music.

## Lista de canciones
| N.º   | Título                                    | Escritor(es)                                 | Duración |  |
| 1.    | «Jamás me fui»                            | Enrique Guzmán Yáñez «Fato»                  | 4:01     |  |
| 2.    | «Lo que siente un corazón (maldito amor)» | Pepe Aguilar, Francis Durán y Mauricio Durán | 4:25     |  |
| 3.    | «Mi lindo pueblo»                         | Fato                                         | 3:45     |  |
| 4.    | «Cuestión de esperar»                     | Fato                                         | 4:52     |  |
| 5.    | «Volver a mi casa»                        | Felipe Botello                               | 3:53     |  |
| 6.    | «María» (Versión pop)                     | Fato y Mark Tovar                            | 3:32     |  |
| 7.    | «Y tú y tú»                               | Fato                                         | 4:06     |  |
| 8.    | «Punto final»                             | Pepe Aguilar, Francis Durán y Mauricio Durán | 4:46     |  |
| 9.    | «Pa' que te convenzas»                    | Pepe Aguilar, Francis Durán y Mauricio Durán | 4:35     |  |
| 10.   | «No lo había dicho»                       | Fato                                         | 6:03     |  |
| 43:58 |                                           |                                              |          |  |

| Edición Mexicana |                                                         |                   |          |  |
| N.º              | Título                                                  | Escritor(es)      | Duración |  |
| 10.              | «Nada de nada (vete a la fregada)» (con Ángela Aguilar) | José Luis Roma    | 3:47     |  |
| 11.              | «No lo había dicho»                                     | Fato              | 6:03     |  |
| 12.              | «María» (Versión banda)                                 | Fato y Mark Tovar | 3:30     |  |
| 51:15            |                                                         |                   |          |  |

## Posicionamiento en listas
| Estados Unidos | US Latin Albums      | 3  |
| Estados Unidos | US Latin Pop Albums  | 1  |
| México         | Mexican Albums Chart | 33 |

## Certificaciones
| País   | Organismo certificador | Certificación | Ventas certificadas | Simbolización |
| ------ | ---------------------- | ------------- | ------------------- | ------------- |
| México | AMPROFON               | Oro           | 30 000              | ●             |